# 高阿莉
高阿莉（1961年—），河南平顶山人，汉族，商丘市第一实验小学党支书兼校长，中华人民共和国政治人物、第十二届全国人民代表大会河南地区代表。

## 生平
毕业于河南大学中文专业。加入中国共产党。2013年，担任全国人大代表。2018年2月24日，当选为第十三届全国人大代表。

## 荣誉
- 中共十六大代表
- 河南省十一届人大代表
- 北京奥运会火炬手
- 全国优秀教师
- 河南省特级教师
- 2006年 全国“五一”劳动奖章
- 2010年 全国劳模